# Plantagineae
Plantagineae Dumort., 1829 è una tribù di piante angiosperme appartenenti alla famiglia delle Plantaginaceae.

## Etimologia
Il nome della tribù deriva dal suo genere tipo Plantago L. la cui etimologia deriva dalla parola latina "planta" che significa "pianta del piede" e fa riferimento alle piatte foglie basali di questa pianta simili a "piante di un piede".
Il nome scientifico della tribù è stato definito dal botanico, naturalista e politico belga Barthélemy Charles Joseph Dumortier (Tournai, 3 aprile 1797 – 9 giugno 1878) nella pubblicazione "Analyse des Familles de Plantes: avec l'indication des principaux genres qui s'y rattachent. Tournay - 25. 1829." del 1829.

## Descrizione

### Portamento
Il portamento delle specie di questa tribù è erbaceo,  occasionalmente può essere piccolo-arbustivo (in Aragoa), sia terrestre che acquatico (in Littorella). Alcune specie acquatiche sono stolonifere e con fiori unisessuali (maschili e femminili separati).

### Foglie

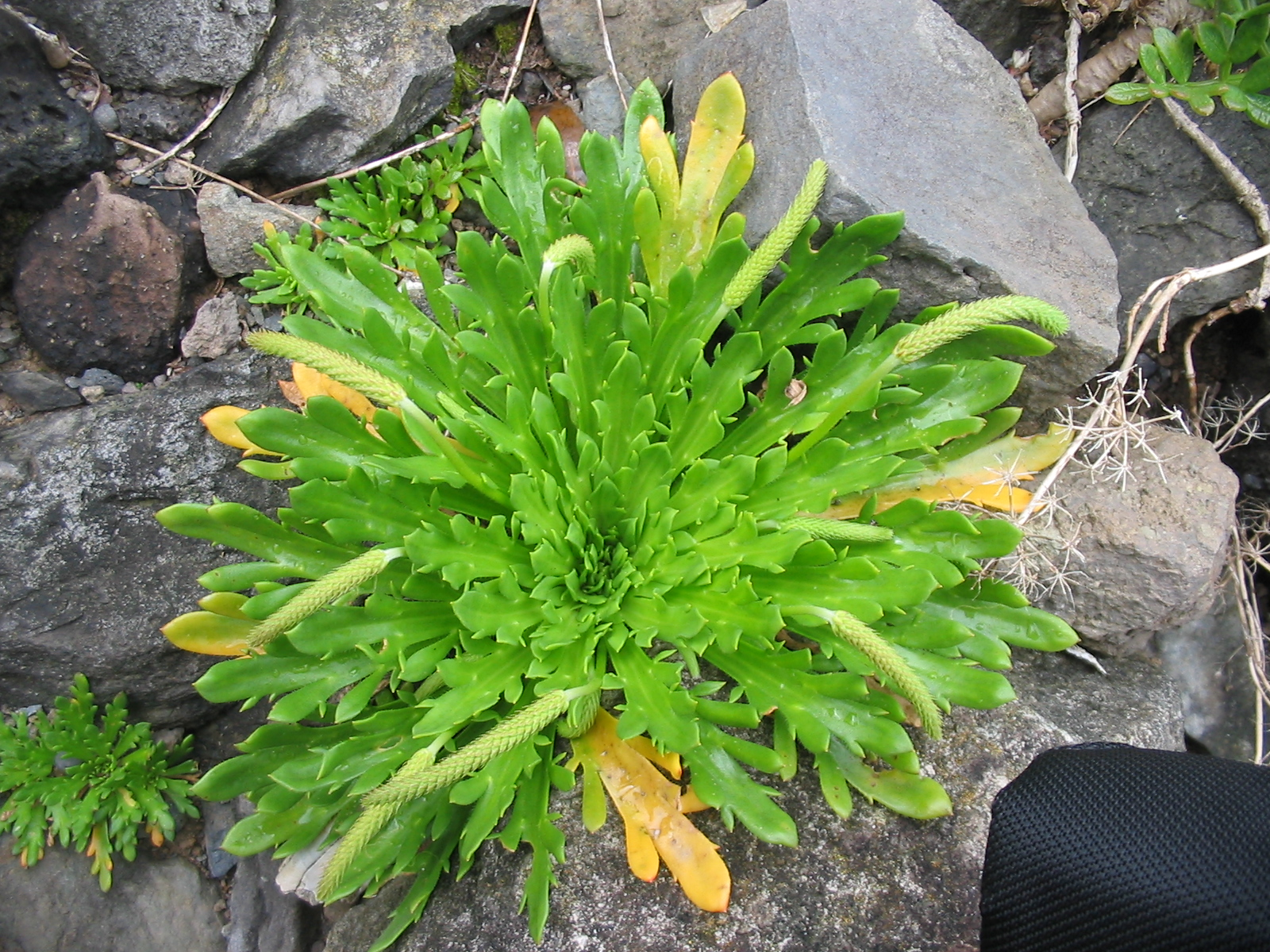
Le foglie
Plantago coronopus

Le foglie sono basali (rosetta basale sessile in quanto la nervatura centrale della lamina allungandosi si inserisce nel fusto) con disposizione alterna o spiralata. Raramente sono presenti foglie cauline alternate o opposte. In Aragoa sono verticillate. La lamina è semplice o raramente pennata con lobi; spesso alla base è presente una guaina. La forma della lamina è intera, lineare, lanceolata, oblanceolata, ovata o orbicolare; qualche volta è succulenta (Littorella). Le venature sono longitudinali e più o meno parallele. La pubescenza è presente nelle ascelle delle foglie.

### Infiorescenze

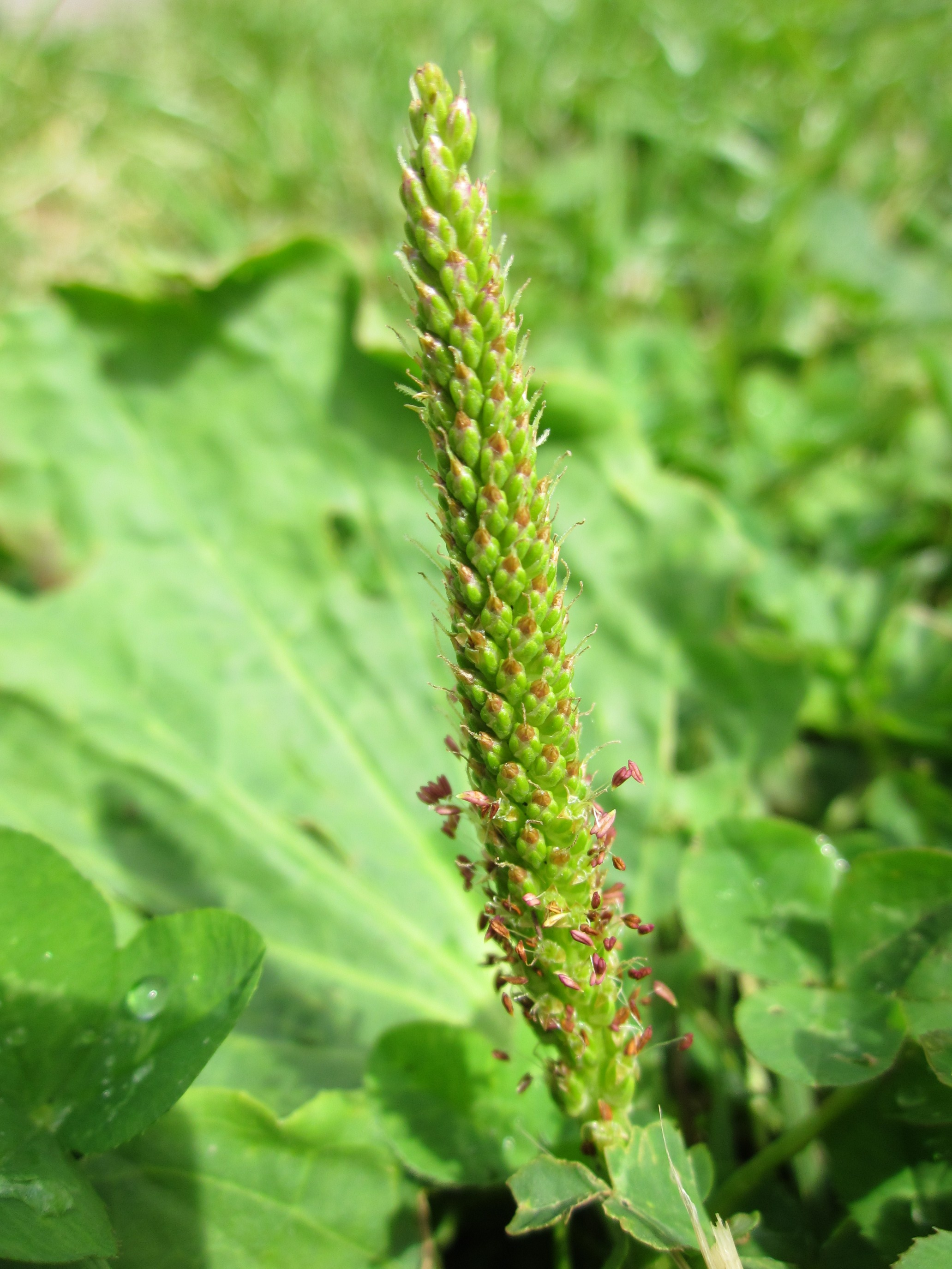
Infiorescenza
Plantago major

Le infiorescenze sono delle spighe o teste capitate, oppure sono racemose (in Aragoa). Sono sorrette da uno scapo in genere nudo (senza foglie).

### Fiori

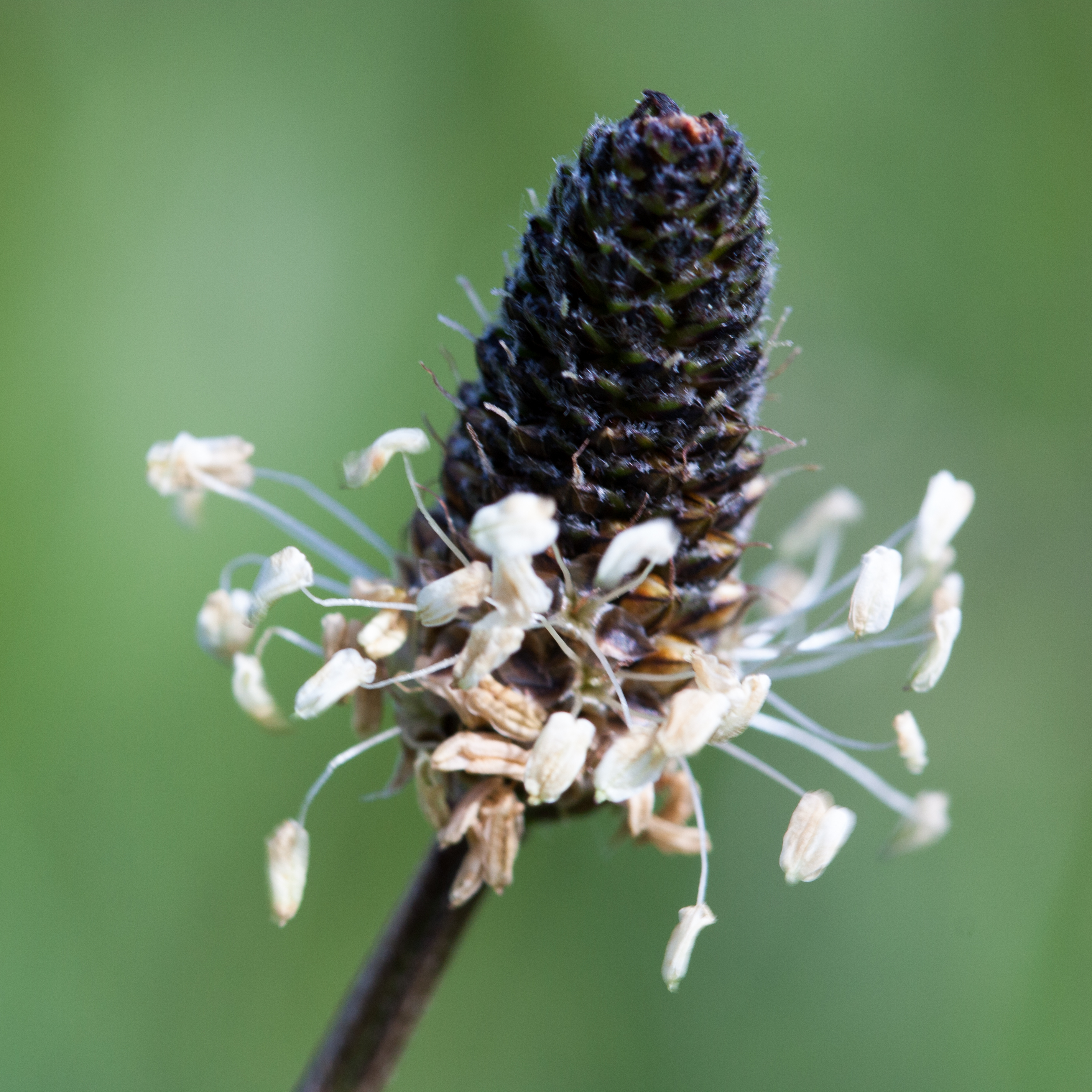
I fiori
Plantago lanceolata

I fiori, piccoli, ermafroditi, attinomorfi, sono sottesi da alcune brattee (oppure no); sono inoltre tetraciclici (ossia formati da 4 verticilli: calice– corolla – androceo – gineceo), tetrameri (i verticilli del perianzio hanno più o meno 4 elementi ognuno) e sono protogini. Se i fiori sono unisessuali (Littorella) allora quelli maschili sono isolati e sorretti da un peduncolo flessuoso, quelli femminili sono sessili alla base di quelli maschili.
- Formula fiorale:

X o * K (4-5), [C (4) o (2+3), A 2+2 o 2], G (2), capsula.
- Il calice, gamosepalo, è formato da (3) 4 (5) sepali embricati in un tubo campanulato e terminanti in lobi ineguali (in Bougueria). Se i sepali sono 4, allora sono riuniti 2 a 2.

- La corolla, gamopetala, è formata da (4) 5 petali con un tubo corto o allungato e lobi patenti. La corolla può essere subruotata. In genere il colore è bianco e la consistenza è scariosa/membranosa.

- L'androceo è formato da 4 stami didinami (raramente uno o due) adanati alla corolla e opposti ai lobi della corolla (epipetali); sono inoltre sporgenti dalla corolla. Le antere (rosse) inserite al centro, con filamenti allungati e due teche uguali e separate, ma confluenti all'apice, sono introrse e deiscenti attraverso una fenditura longitudinale. Il polline è tricolpato

- Il gineceo è bicarpellare (sincarpico - formato dall'unione di due carpelli connati). L'ovario (biloculare) è supero con forme ovoidi. La placentazione è assile con 2 - 50 ovuli, oppure è basale con un solo ovulo (Bougueria e Littorella); in Aragoa gli ovuli sono 4. Gli ovuli hanno un solo tegumento e sono tenuinucellati (con la nocella, stadio primordiale dell'ovulo, ridotta a poche cellule).[13]. Lo stilo è unico ed ha uno stigma bilobo, spesso è piumato (rimpiazzando lo stigma) oppure da clavato a capitato (in Aragoa).

### Frutti
I frutti sono delle capsule (loculicide o setticide), nucule monosperme o capsule circumscissili. In Littorella i frutti sono indeiscenti con pericarpo legnoso. I semi sono diritti o raramente incurvati o concavi e sono piccoli con endosperma abbondante. In Aragoa sono alati e piatti.

## Biologia
Le specie di questo raggruppamento si riproducono per impollinazione tramite il vento (impollinazione anemofila).
La dispersione dei semi avviene inizialmente a causa del vento (dispersione anemocora); una volta caduti a terra sono dispersi soprattutto da insetti tipo formiche (mirmecoria).

## Distribuzione e habitat
La  tribù ha una distribuzione cosmopolita, con alcuni generi limitati al Sud America (Aragoa).

## Tassonomia
La famiglia Plantaginaceae comprende 12 tribù, 105 generi e oltre 1 800 specie.

### Generi
La tribù Plantagineae si compone di 3 generi e 268 specie:
- Aragoa Kunth (19 spp.)
- Littorella P.J.Bergius (3 spp.)
- Plantago L. (246 spp.)

### Filogenesi
I generi di questo gruppo provengono da situazioni tassonomiche diverse. 
Il genere Aragoa in passato era descritto nella tribù Aragoeae (G. Don) D.Y. Hong & S. Nilsson, 1993 (prima ancora era considerato nella famiglia Aragoaceae D.Don, 1835).
Gli altri due generi hanno sempre fatto parte della famiglia Plantaginaceae Juss., 1789, ma nell'ordine delle Plantaginales Hutchinson (Sistema Cronquist). Ma per altri Autori le Plantaginaceae erano descritte nelle Tubiflorae (Wettstein e Hallier) o nelle Primulales (Bessey).
Attualmente con i nuovi sistemi di classificazione filogenetica (classificazione APG) tutti i generi sono stati assegnati definitivamente alla famiglia delle Plantaginaceae (ordine Lamiales).

### Specie italiane
Sul territorio italiano sono presenti le specie di due generi di questo gruppo:
- Plantago con 27 specie.
- Littorella con una sola specie (Littorella uniflora).